# Delias mavroneria
Delias mavroneria är en fjärilsart som beskrevs av Hans Fruhstorfer 1914. Delias mavroneria ingår i släktet Delias och familjen vitfjärilar. Inga underarter finns listade i Catalogue of Life.